# 刻赤港
刻赤港 (俄语：Порт Крым，意為"克里米亞港"）是克里米亞裡刻赤市的港口，並位於刻赤海峽的西岸，亦靠近該市的火车站。
刻赤海峽渡輪把刻赤港（海峽西岸，屬烏克蘭）與高加索港（海峽東岸，屬俄羅斯）相連。該港口也是引導航行通過刻赤海峡的引水人的基地。该港口由乌克兰的国家公司“刻赤渡輪”拥有的三艘船，以及俄羅斯公司“ANShIP”的另外兩艘船以及地鐵車卡，來為乘客提供铁路和輪渡连接的服务。
刻赤港是E97公路上的一個過渡點，因該公路使用渡輪來越過海峽，並主要服務客運和貨運的交通過境。

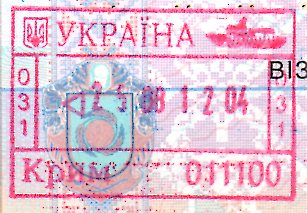
俄羅斯吞并前克里姆入境口岸发行的邮票